# Йота Киля
Аспидиске (Йота Киля) (ι Car / ι Carinae) — звезда в созвездии Киля. Это одна из ярких звёзд ночного неба (видимый блеск +2,21, немногим слабее блеска звёзд Большого Ковша). Её традиционные имена — Аспидиске (от греческого ασπίδα), или Тураис (Туреис, арабское تُرَيْس) — означают небольшой щит, использовавшийся на кораблях в качестве украшения.
Иота Киля имеет спектральный класс A8 или F0, это делает её большой и мощной бело-бело-жёлтой звездой. Вследствие прецессии Иота Киля будет Южной Полярной звездой примерно в 8100 году н. э.
Иоту Киля не следует путать с очень похожей по имени звездой Асмидиске (ξ Кормы), эта звезда находится от Иоты Киля неблизко.
Иота Киля от нас далека — по оценкам астрономов, расстояние до звезды около 680—700 св. лет.